# 張縉 (岳池縣典史)
張縉（？年—？年），浙江紹興府會稽縣人，清朝政治人物。

## 生平
由都察院供事議敘未入流，加捐分發，嘉慶三年署四川順慶府岳池縣典史。